# 333119 Sharonhelms
333119 Sharonhelms este o planetă minoră (asteroid) din centura de asteroizi. A fost descoperită pe 25 martie 2006 la Mount Lemmon⁠(d) de Mount Lemmon Survey⁠(d). 
Obiectul prezintă o orbită caracterizată de o semiaxă mare de 2,3921189772118 UAi, o excentricitate de 0,19333741037521, o înclinație de 0,77872907709744 ° în raport cu ecliptica.